# Mort de Piotr Ilitx Txaikovski

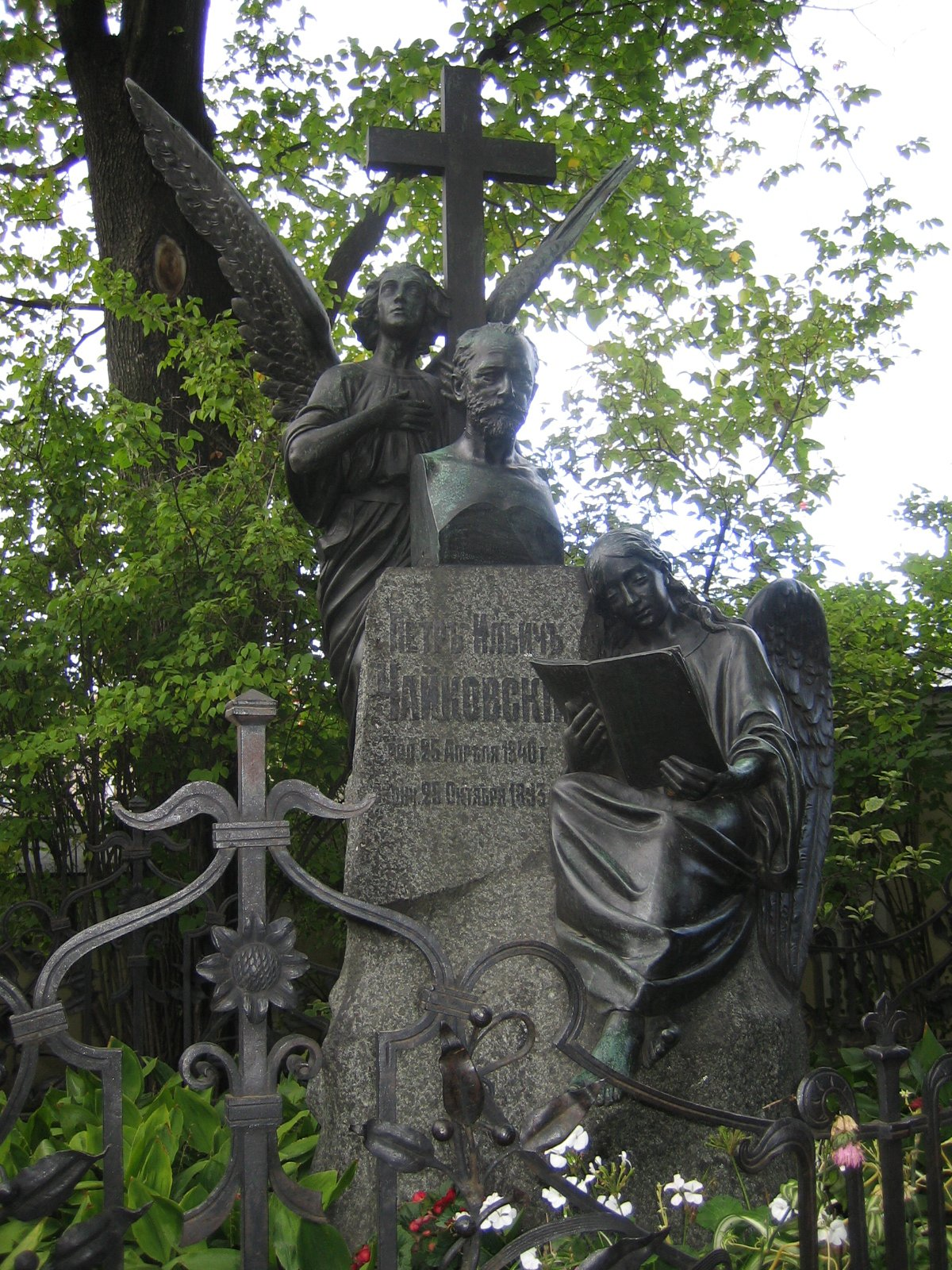
Tomba de Txaikovski al cementeri Tikhvin de Sant Petersburg.

El 6 de novembre de 1893, nou dies després de l'estrena de la seua Sisena Simfonia, la Patètica, Piotr Ilitx Txaikovski va morir a Sant Petersburg.
La major part dels seus biògrafs han considerat com a causa de la seua mort el còlera, amb gran probabilitat encomanat després d'haver begut aigua contaminada uns dies abans. No obstant això, en les darreres dècades s'ha proposat que la seua mort fos un suïcidi. Segons una variació d'aquesta teoria, una sentència de suïcidi li hauria estat imposada per un «tribunal d'honor» compost per antics companys d'estudis de l'Escola de Jurisprudència de Sant Petersburg, com a censura per la seua conducta homosexual.

## Darrers dies
Alexander Poznansky escriu que el 20 d'octubre de 1893 (dimecres) Txaikovski va anar al teatre a veure una representació del drama d'Alexander Ostrovski El cor ardent. Després va anar amb el seu germà Modest, el seu nebot Bob Davidov, el compositor Aleksandr Glazunov i altres amics a un restaurant anomenat Leiners, situat a la Casa Kotomin a l'avinguda Nevski Prospekt de Sant Petersburg. A Txakovski li agradava molt la pasta, i va demanar macarrons. Era un costum molt arrelat per a Txaikovski el beure aigua en els menjars. Va demanar aigua mineral i un poc de vi blanc.
Segons narracions posteriors, Txaikovski també va demanar un got d'aigua de la cuina. Hi havia hagut crides públiques que alertaven del perill de beure aigua no bullida, i per llei l'aigua s'havia de bullir abans de servir-la. El cambrer va dir-li a Txaikovski que només tenien aigua sense bullir. Aleshores, Txaikovski (segons narracions documentades) va demanar aigua fresca sense bullir, i el cambrer li la va portar. Segons les mateixes fonts, quan els companys van dir-li a Txaikovski que no beguera l'aigua, aquest va afirmar que no temia contraure el còlera, i la va beure. En acabar el sopar, els amics se'n van anar, i Txaikovski i el seu germà Modest van tornar a casa caminant i van arribar a les 2 de la matinada a l'apartament de Modest, situat al cinquè pis del núm. 13 del carrer Màlaia Morskàia, de Sant Petersburg. No hi va haver cap indici de malaltia.
L'endemà al matí, Modest es va alçar i va veure que Piotr no es trobava a la sala, prenent el te com era habitual, i va anar a l'habitació. Hi va trobar Piotr al llit, queixant-se d'haver passat una mala nit, amb diarrea i mal d'estómac. Malgrat no trobar-se bé, Piotr va intentar reprendre la seua rutina, però no va ser capaç i Modest li va preguntar si volia cridar un metge. Reiteradament Piotr hi va refusar. Havia patit de dispèpsia tota la vida, i sovint prenia oli de fetge de bacallà per contrarestar-la. Va fer el mateix, sense cap resultat.
Tres dies després, Txaikovski estava patint els efectes del còlera. El seu estat empitjorava, però ell continuava sense voler cridar el metge. Finalment van decidir cridar el metge, però com no es trobava a casa van haver de buscar-ne un altre. El diagnòstic de còlera va ser emès finalment pel Dr. Lev Bertenson. Bertenson va ser acusat de negligència als diaris publicats el dia de la mort de Txaikovski, pel fet de no haver-li receptat banys, llavors considerats el tractament escaient per al còlera, fins que va ser massa tard.
De moment, Piotr semblà millorar, però de nou va empitjorar, i aquesta vegada en major grau, amb dolors i rampes continus i severs al pit. Els seus renyons van començar a fallar. Hom va cridar un sacerdot de la Catedral de Sant Isaac per a administrar-li l'extremunció, però el compositor es trobava ja massa dèbil per a adonar-se del que passava al seu voltant. Va cridar a Nadejda von Meck en el seu deliri, i morí a les 3 de la matinada, el 6 de novembre de 1893, a l'apartament del seu germà Modest.

## Després de la mort
El biògraf de Txaikovski David Brown argüeix que fins que es van publicar els informes mèdics sobre la mort de Txaikovski, el que va passar a l'apartament del seu germà Modest havia estat totalment inconsistent amb allò que caldria esperar d'una mort per còlera. Les autoritats eren ben conscients que el còlera era molt contagiós; les normes indicaven que s'havia de retirar el cadàver immediatament de l'escenari de la mort, en un taüt tancat.

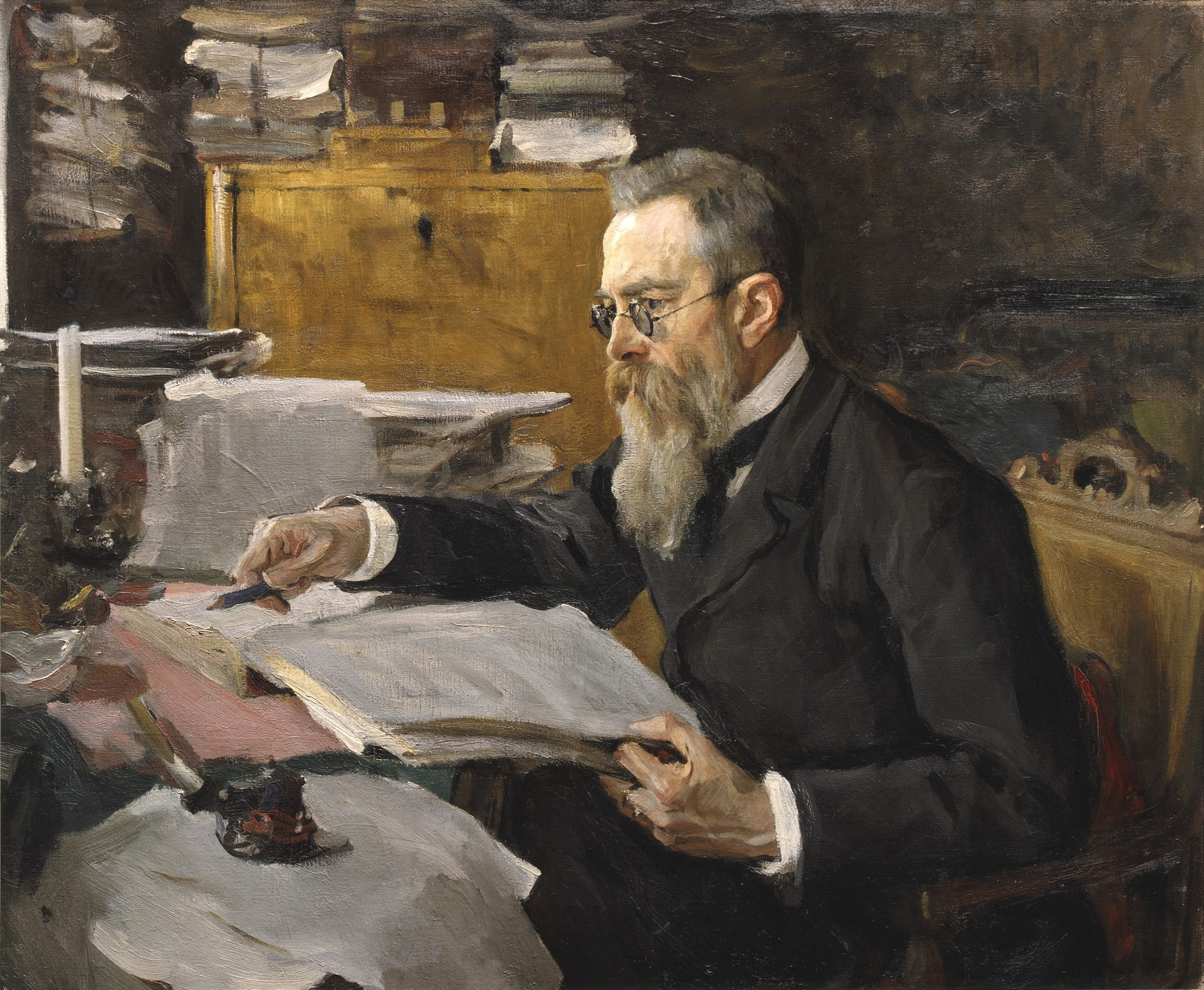
Nikolai Rimski-Kórsakov creia que els tràmits posteriors a la mort de Txaikovski eren estranys per a una víctima del còlera.

En lloc de retirar immeditament el cadàver, el cos de Txaikovski va ser exposat a l'apartament de Modest. Més encara, s'hi va donar entrada lliure a les visites que volien presentar els seus respectes. Entre les visites s'hi trobava Nikolai Rimski-Kórsakov, qui aparentment es va quedar desconcertat per allò que hi va veure:
«Que estrany va ser que, tot i que la mort havia estat per còlera, fins i tot l'assistència a la missa va ser oberta a tothom! Recorde com Alexander Vierzbilovitx un violoncel·lista i professor del Conservatori de Sant Pertersburg, completament borratxo... va besar el rostre i el cap del difunt.»
No obstant això, els comentaris de Rimski-Kórsakov, semblen contradictoris a la seua manera d'actuar, segons contaria posteriorment Serguei Diàguilev. Diàguilev, qui seria conegut com a empresari i fundador dels Ballets Russos, era en aquella època un estudiant universitari a Sant Petersburg i havia coïncidit i havia conversat ocasionalment amb el compositor. En assabentar-se de la mort de Txaikovski, Diàguilev recorda:
| « | En la desesperació vaig sortir de casa, i tot i que sabia que Txaikovski havia mort de còlera em vaig dirigir vers Màlaia Mòrskaia, on ell vivia. Les portes es trobaven completament obertes i no hi havia ni una ànima.... Vaig sentir veus en una altra habitació, i només entrar vaig veure Piotr Ilitx vestit amb un tern de matí negre estirat en un sofà. Rimski-Kórsakov i el cantant Nikolai Figner estaven arranjant una taula per a posar-lo damunt. Vam agafar el cos de Txaikovski, jo mateix sostenint-lo dels peus, i el vam deixar sobre la taula. Només hi érem els tres, perquè després de la mort de Txaikovski tots els habitants de l'edifici havien volat. | » |

Abans del primer servei religiós, previst per a les 2:00h de la vesprada, l'apartament es trobava a gom, literalment pres per una multitud que volia expressar el seu dol. Al voltant de la 1:00 hi havia entrat tanta gent que era impossible penetrar més enllà del vestíbul. A poc a poc es va fer una fila de gent al llarg dels quatre trams d'escales fins al carrer.
A les 2:00, es van obrir les portes d'una saleta situada en un cantó. El cos de Txaikovski, vestit amb un tern negre, es trobava exposat en un cadafal baix cobert amb setí blanc. «Només la presència a la capçalera d'algú que contínuament mulla els llavis i els narius del difunt amb un tros de material de color brillant, amarat amb fenol, ens recorda la terrible malaltia que s'ha emportat el músic,» va escriure un reporter per a la Gaseta de Sant Petersburg. No obstant això, Diàguilev diu, «Tothom es cobria la boca amb un mocador, i constantment hi escopia, seguint les indicacions que vam rebre per evitar el contagi del còlera.»
Altre biògraf, Alexander Poznansky, contradiu el punt de vista de Brown. Argüeix que, tot i el comentari de Rimski-Kórsavov, no hi va haver res d'estrany. Escriu que malgrat els prejudicis populars que podien subsistir, l'opinió mèdica prevalent a l'època era que el còlera era menys contagiós del que abans s'havia suposat. Tot i que les concentracions de persones al voltant de víctimes del còlera s'havien desaconsellat en el passat, a la primavera del 1893 el Consell Mèdic Central havia permès els funerals públics de morts per còlera.
També hi havia l'opinió mèdica, publicada a la Gaseta de Sant Petersburg, que Txaikovski no havia mort directament de còlera, sinó a causa d'una complicació: infecció de la sang. (Es troba documentat que el còlera va ser controlat el divendres 3 de novembre, tres dies abans de la mort del compositor.) Amb la precaució addicional d'una desinfecció constant dels llavis i els narius del cadàver, Poznansky afirma que àdhuc el violoncel·lista borratxo no havia de témer res per besar el rostre del difunt.
Després d'un segon servei religiós, Txaikovski va ser col·locat al seu taüt, amb totes les mesures prescrites contra la possible dispersió del còlera. El cos va ser enrotllat amb un llençol amarat amb clorur de mercuri. La caixa de metall interna va ser soldada i la caixa de roure que la recobria va ser cargolada. Tot això es va fer en presència de la policia, segons estava reglamentat per a les víctimes de còlera. L'amic de Txaikovski, Nikolai Kaixkin, qui va arribar l'endemà amb una delegació del Conservatori de Moscou, recordava haver trobat el taüt segellat i tancat.

## El funeral
Quan el tsar Alexandre III va assabentar-se de la mort de Txaikovski, es va oferir a pagar les despeses del funeral i va donar instruccions a la direcció dels Teatres Imperials perquè organitzara l'esdeveniment. Segons Poznansky, aquest capteniment mostra l'excepcional consideració del tsar envers Txaikovski. Només en dues ocasions anteriors un monarca rus havia mostrat tal favor envers un artista traspassat o qualsevol altra personalitat. Nicolau I havia escrit una carta a un moribund Aleksandr Puixkin després del seu fatal duel. El mateix Nicolau va assistir personalment al dol de l'historiador Nikolai Karamzin la vespra del seu enterrament. A més a més, Alexandre III va donar un permís especial perquè se celebrara la missa de difunts en memòria de Txaikovski a la Catedral de Nostra Senora de Kazan, a Sant Petersburg.
Les mostres de dolor per la mort de Txaikovski, i l'interès que va despertar el seu funeral van ser grandíssims. El funeral va tenir lloc el 9 de novembre de 1893 a Sant Pertersburg. La participació en el seguici fúnebre era per invitació. Aquesta invitació incloïa l'entrada a la Catedral de Nostra Senora de Kazan i l'accés al cementeri del Monestir Alexandre Nevski. La catedral té una capacitat per a 6.000 fidels, però 60.000 persones — 10 vegades la capacitat del temple — van sol·licitar-ne invitació. Finalment s'hi van encabir 8.000 assistents.
A més, Poznansky escriu que el dia del funeral, «semblava que tots els ciutadans de Sant Petersburg havien eixit al carrer per presentar els seus darrers respectes. Nevski Prospect estava completament farcit de gentada». Solomon Volkov afegeix que es van cancel·lar les classes a totes les escoles de la ciutat, perquè els alumnes pogueren assistir a la processó fúnebre. Hi va assistir una multitud d'estudiants, atès que a Sant Petersburg hi havia dotzenes d'instituts i d'altres escoles, a les que calia afegir més de 20 acadèmies superiors i la Universitat. També hi van assistir joves professionals, intel·lectuals, la intelligentsia russa, professors, metges, advocats, enginyers i periodistes. Semblava que la totalitat de la intel·lectualitat de Sant Petersburg vulguera retre honors a un dels seus majors representants, intuint en certa manera el paper que les obres de Txaikovski haurien de jugar en la futura identitat de la ciutat.
El que els espectadors situats al carrer van veure va ser grandiós. Darrere de columnes de garlandes marxaven els clergues abillats amb casulles blanques. Darrere d'ells venia el taüt, en un cotxe fúnebre arrossegat per tres parells de cavalls. La família de Txaikovski se situava darrere del cotxe. Darrere d'ells, en ordre d'importància, venien els representants de diverses institucions.
Diàguilev afegeix que, tot i que la processó va tenir lloc a plena llum del dia, els llums del carrer van romandre encesos al llarg del recorregut. Muntat amb Rimski-Kórsakov en un cotxe de cavalls, va sentir dir al compositor, «Vet ací un home que ha mort oportunament. Mireu Gounod — va sobreviure tant a la seua fama que la seua mort passà desapercebuda.» Gounod havia mort l'any anterior.
La processó vers la Catedral va seguir un itineri marcat que incloïa el pas per davant del Teatre Mariïnski. El Gran Duc Constantí i d'altres membres de la família imperial van assistir a la cerimònia religiosa de la catedral, que es va estendre fins a les 5:00h de la tarda. Alexandre III també havia previst assistir-hi, però no ho va poder fer.
Cal destacar l'absència al funeral de Nadejda von Meck, tot i que va fer arribar-hi una costosa corona de flors. Llavors ja es trobava greument malalta, i caminava amb molta dificultat. Quan posteriorment se li va preguntar a Anna Davidova-von Meck com havia rebut la seua sogra la defunció del compositor, Anna va contestar, «no ho va poder suportar», i afegí que ben aviat von Meck va empitjorar. Madame von Meck morí dos mesos després que Txaikovski, a Niça.
Txaikovski va ser enterrat al Cementeri Tikhvin del Monestir Alexandre Nevski. La seua tomba està situada prop de a altres companys músics, com ara Alexander Borodin, Mikhail Glinka, Nikolai Rimski-Kórsakov, Mily Balakirev and Modest Mussorgsky.

## Còlera a Rússia

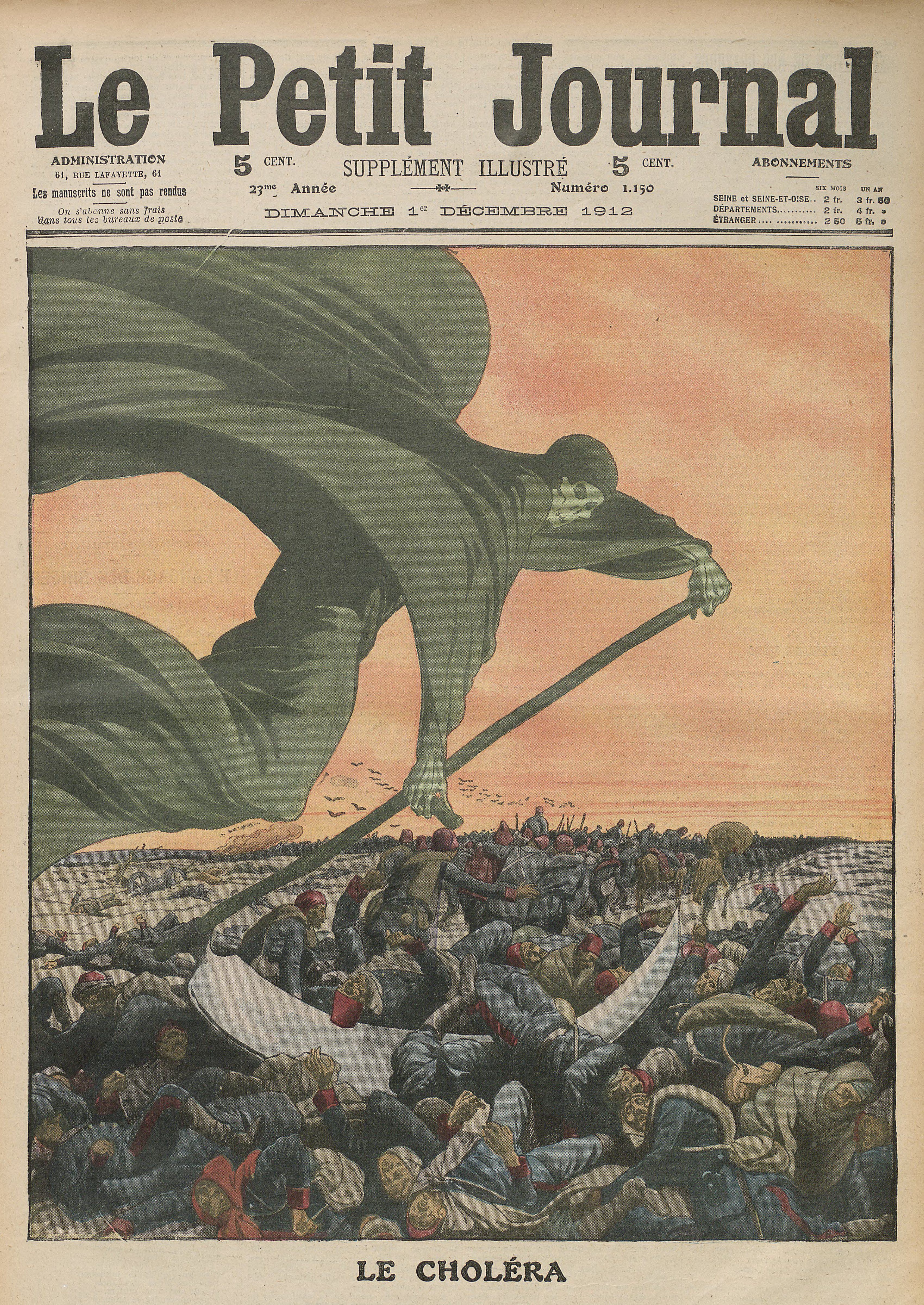
Dibuix de la Mort portant el còlera, a Le Petit Journal.

El biògraf Anthony Holden escriu que el còlera havia arribat a Europa poc menys d'un segle abans de la mort de Txaikovski. Una primera pandèmia havia colpejat el continent l'any 1818. Li havien seguit altres tres, i la cinquena, que havia començat l'any 1881, estava en ple desenvolupament. La malaltia havia estat importada per pelegrins de Bombai a Aràbia, i des d'ací va creuar a Rússia.
Els primers casos documentats a Rússia van tenir lloc a Vladivostok l'any 1888. Vers 1892, Rússia era de lluny el país més colpejat entre els 21 afectats. L'any 1893, no menys de 70 regions i províncies es trobaven combatent l'epidèmia.
Holden afegeix que, segons els registres mèdics russos contemporanis, l'epidèmia específica que va acabar afectant Txaikovski va començar el 14 de maig de 1892, i acabà l'11 de febrer de 1896. Durant aquest lapse de temps, 504.924 persones van contraure el còlera. D'aquests, 226.940 (44,9%) van morir.

### Un estigma social
Fins i tot amb aquests nombres, l'atribució de la mort de Txaikovski al còlera fou tan sorprenent per a molts com el caràcter sobtat del seu traspàs. Malgrat que el còlera afectava totes les classes socials, era àmpliament considerada una malaltia de pobres; una vulgar i degradant manera de morir. El fet que un compositor de la fama de Txaikovski morira de còlera podia considerar-se com un desmereixement de la seua reputació entre les classes dominants i fins i tot com una possibilitat inconcebible.
Fent-se creditora de la seua fama, l'epidèmia que va començar a l'estiu de 1893 va afectar inicialment de manera exclusiva els suburbis, on els pobres «vivien amuntegats, en condicions antihigièniques i sense observar unes mínimes normes sanitàries.... [El còlera] no solia afectar les famílies benestants i més il·lustrades, perquè observaven estrictes precaucions. Les instruccions mèdiques no només prohibien beure aigua sense bullir; també l'aigua per a llavar havia de ser bullida.» 
A més, coneixem per l'amic de Txaikovski Hermann Laroche que el compositor era escrupolós pel que feia a la seua higiene personal. Amb l'esperança d'evitar els metges, escriu Laroche, «ho confiava tot a la higiene, de la qual semblava ser (en la meu opinió de llec en la matèria) un vertader mestre.»
Els diaris també van fer notar aquest fet quan qüestionaren la causa de la seua mort. «Com ha pogut Txaikovski, tot just arribat a Sant Petersburg i vivint en unes condicions higièniques excel·lents, contraure la infecció?» preguntava un reporter de la Gaseta de Sant Petersburg. Un redactor de Vida russa va manifestar, «Tothom ha quedat estupefacte amb el fet extraordinari d'una infecció fulminant de còlera asiàtic en un home tan tranquil, modest i auster en els seus hàbits quotidians.»
A més, l'epidèmia havia començat a amainar amb l'arribada dels primers freds de la tardor. El 13 d'octubre es van comunicar 200 casos de còlera. El 6 de novembre, dia de la mort de Txaikovski, el nombre havia disminuït a 68 casos, acompanyats amb «un pronunciat descens de la mortalitat.» Tot i que aquestes dades es van obtenir de Novosti i Birzhevaya Gazets, Poznansky les considera inexactes.

### Doctors poc preparats
Holden manté que, atès que còlera era poc habitual en les classes benestants, els metges que van tractar Txaikovski durant la seua agonia, Valeri i Lev Bertenson, podien no haver-se enfrontat a cap cas de còlera abans d'aquest. Tot el que podien saber de la malaltia seria el que haurien llegit als llibres de text i a les revistes mèdiques.
Holden posa en qüestió si la descripció que el major dels dos germans doctors va fer de la condició de Txaikovski va basar-se e l'observació del pacient o en allò que alguna vegada havia llegit, el que li va fer emprar la terminologia de manera inadequada. Posa així sobre la taula la hipòtesi de la musicòloga Alexandra Orlova que potser els metges van ser «obligats per les circumstàncies a mentir.» Fou el còlera, es pregunta Holden, el camuflatge perfecte per a tapar una altra causa de la mort?

## El got d'aigua sense bullir
Si Txaikovski va contraure el còlera, és impossible saber amb precisió quan i com es va infectar. L'aigua sense bullir fou assumida de manera natural com la causa propícia. En aquest cas, quan i com la va beure Txaikovski?
Els diaris van publicar declaracions de parents de Txaikovski sobre el fet que va beure un got d'aigua sense bullir al restaurant Leiner. El seu germà Modest no va mencionar aquest episodi. Altre company de Txaikovski «recorda perfectament que el compositor demanà i begué l'aigua sense bullir». Modest, al contrari, suggerí que el seu germà va beure el fatal got d'aigua al seu apartament, durant el dinar de dijous. «Va ser exactament al bell mig de la nostra conversa sobre la medicació que havia pres quan ell es va servir un got d'aigua i en va beure un glop. Era aigua sense bullir. Tothom es va quedar espantat: només ell es va mostrar indiferent i ens va dir que no calia preocupar-se.»
El problema amb aquestes dues històries és que el període d'incubació del còlera és d'entre un i tres dies. Txaikovski va començar a mostrar els primers símptomes el dijous al matí. Això significa que el més aviat que podia haver-se infectat era dimecres al matí, en tot cas anterior al sopar a Leitner (la nit abans) o el dinar a l'apartament de Modest (el migdia posterior).
A més, la possibilitat que en un restaurant de la categoria de Leiner hi haguera aigua sense bullir va ser sorprenent per a alguns. «Ens sembla estranyíssim que un bon restaurant haja servit aigua sense bullir durant una epidèmia,» escrigué un reporter per al diari Fill de la Pàtria. «Hi ha, fins on podem recordar, un decret que obliga els establiments comercials, cases de menjars, restaurants, etc. a tenir aigua bullida.»
No van ser els periodistes els únics a qüestionar la versió oficial dels fets. Diàguilev recorda, «Aviat van sorgir rumors sobre la mort de Txaikovski. Alguns van dir que s'havia encomanat del còlera en beure un got d'aigua de l'aixeta al Restaurant Leiner. Certament solíem veure Txaikovski menjar-hi gairebé dia a dia, però en aquells moments ningú no bevia aigua sde l'aixeta, i ens semblà inconcebible que Txaikonski ho fera.»
La mateixa manca de credibilitat pot atribuir-se a la versió de Modest. Segons apunta Poznansky, «En primer lloc, què fa un pitxer d'aigua sense bullir, potencialment letal, a taula? Modest no ho explica.»

## Teories

### Còlera per beure aigua infectada
Tot i amb la discrepància temporal, Poznansky no posa en dubte que Txaikovski va contraure el còlera per bere aigua contaminada. Ben al contrari, aventura la possibilitat que Txaikovski podria haver begut l'aigua, sense saber-ho, abans del sopar de dimecres a Leiner. En aquest punt, ell i Holden coincideixen. Però Holden va més enllà, i afegeix que fins i tot Txaikovski podia ser conscient d'haver contragut el còlera abans de sopar a Leiner la not de dimecres.
Habitualment Txaikovski bevia aigua fresca amb els menjars. Amb relació a aquest costum Poznansky relata que al juliol de 1893, en una visita al seu germà Nikolai, el compositor va haver d'endarrerir la seua partida. Posteriorment Txaikovski va escriure al seu nebot Vladimir "Bob" Davidov que s'havia «posat terriblement malalt... per haver abusat de l'aigua fresca al dinar i al sopar»." 
A més, Poznansky suggereix que el bacil del còlera era més abundant al subministrament d'aigua de Sant Petersburg del que hom podia imaginar. Poques setmanes abans de la mort del compositor, el bacil del còlera va ser detectat no només a les aigües del Neva, sinó també a les canonades del Palau d'Hivern. Cal afegir que una comissió mèdica especial va descobrir que alguns restaurants, per refredar l'aigua bullida dels clients més aviat, la barrejaven amb aigua sense bullir
Altre factor que menciona Pozansky és que Txaikovski, amb mal d'estómac ja dijous al matí, va beure un got d'aigua mineral Huniadi-Jannos, especialment alcalina, en un intent de millorar el seu estat. L'aigua mineral alcalina hauria neutralitzat els àcids estomacals, i això podria haver estimulat el bacil del còlera, si ja es trobava present, produint un mitjà més favorable al seu desenvolupament.

### Còlera per altres mitjans
Holden al·ludeix a una altra teoria — que beure aigua sense bullir no era l'únic mitjà pel qual Txaikovski podia haver contragut el còlera. Citant l'especialista en còlera Dr. Valentin Pokovski, Holden menciona la "ruta fecal-oral" — a través de la qual Txaikovski podia haver contragut el còlera amb pràctiques sexuals poc higièniques amb treballadors del sexe masculins a Sant Petersburg. Aquesta teoria va ser emesa de manera independent per The Times de Londres, de la mà del seu aleshores veterà especialista mèdic, el Dr. Thomas Stuttaford.
Holden admet que tot i que no hi cap prova que puga avalar aquesta teoria, si haguera estat vertadera tant Txaikovski com Modest haurien pres totes les precaucions per ocultar la veritat. S'haurien posat d'acord a atribuir tota la culpa a un got d'aigua sense bullir, per no decebre la família, els amics i la posteritat. En el cas d'una figura gairebé sagrada a nivell nacional, tal com Holden diu que es considerava a Txaikovski al final de la seua carrera, els doctors implicats en el cas tampoc no s'haurien permès carregar amb tal decepció.

### Suïcidi ordenat per un "tribunal d'honor"
Aquest acord mutu amb Modest i els doctors podria tenir sentit en el context de la teoria del "tribunal d'honor", feta pública originalment per la musicòloga russa Alexandra Orlova l'any 1979, quan emigrà a Occident. Aquest "tribunal d'honor" seria una assemblea d'antics companys de Txaikovski a l'Escola de Jurisprudència de Sant Petersburg.
El testimoni clau per a la narració d'Orlova fou Alexander Voitrov, alumne de l'Escola de Jurisprudència abans de la Primera Guerra Mundial. Voitrov havia recaptat un munt d'informació sobre la història i les persones implicades amb la seua alma mater i va contar aquesta història, que Orlova va transcriure al dictat:
| « | Entre els alumnes que van concloure els estudis a l'Escola de Jurisprudència al mateix temps que Txaikovski s'hi trobava un tal Jacobi. Quan jo era alumne de l'Escola passava totes les meues vacances a Tsarkoie Selo amb la família d'aquest Nikolai Borisovitx Jacobi, qui havia estat Procurador del Senat en els anys 1890, i que va morir el 1902. La viuda de Jacobi, Elizabeta Karlovna, tenia relació amb els meus pares, per afinitat i amistat. M'estimava molt, i em rebia amb gust. L'any 1913, quan em trobava en últim any, s'hi va commemorar àmpliament el vinté aniversari de la mort de Txaikovski. Va ser llavors, aparentment sota la influència de records que li tornaven a la ment, que la senyora Jacobi, amb gran secret, em va contar la història que, segons va confessar, l'havia turmentada molt de temps. Digué que havia decidit revelar-me-la perquè ja se sentia vella i creia que no tenia dret a emportar-se a la tomba un secret tan important i tan terrible. «A tu», va dir, «t'interessa la història de l'Escola i el destí dels seus alumnes i, per tant, hauries de conèixer l'absoluta veritat, més encara quan es tracta de la pàgina més trista de la història de l'Escola.» I açò és el que em va contar | » |

| « | L'incident tingué lloc a la tardor de 1893. Txaikovski va ser víctima d'una terrible dissort. El duc Stenbok-Fermor, molest per l'atenció que el compositor dedicava al seu jove nebot, va escriure una carta d'acusació dirigida al tsar i lliurà la carta a Jacobi. Amb la revelació dels fets, Txaikovski podia perdre tots els seus drets, amb un exili a Sibèria i caure en desgràcia inevitablement. La divulgació també faria caure en desgràcia l'Escola de Jurisprudència i amb ella tots els seus antics alumnes, companys de Txaikovski. Per evitar la publicitat Jacobi va decidir el següent. Va convocar els antics companys de Txaikovski [els que pogué trobar a Sant Petersburg], i muntà un tribunal d'honor, en el qual s'inclogué. En total n'eren vuit. Elizaveta Karlovna va seure amb la seua costura al seu lloc habitual, al costat de l'estudi del seu marit. De tant en tant podia sentir veus, de vegades fortes i agitades, de vegades com un xiuxiueig. Van estar reunits molt de temps, gairebé cinc hores. Aleshores Txaikovski va eixir capcot de l'estudi. Amb presses, nerviós, se'n va anar sense dir ni un mot. Se'l veia molt pàl·lid i agitat. La resta va romandre una llarga estona a l'estudi, conversant tranquil·lament. Quan se'n van anar, Jacobi va dir-li a la seua muller, no sense abans haver-li demanat que guardara absolut silenci, el que havien decidit sore la carta de Stenbok-Fermor al tsar. Jacobi no podia impedir que s'enviara. Així que els antics alumnes [de l'escola] havien arribat a una decisió per la qual Txaikovski havia promés suïcidar-se. Un dia o dos més tard van circular a Sant Petersburg notícies de la malaltia mortal del compositor. | » |

Orlova suggereix que aquest tribunal d'honor podria haver tingut lloc el 31 d'octubre. És l'únic dia en què no se sap res de les activitats de Txaikovski fins al capvespre. Brown suggereix que potser és significatiu que Modest documenta els darrers dies del seu germà des d'aquest capvespre, quan Txaikovski va assistir a la representació de l'òpera de Rubinstein Die Makkabäer
A més, des que Txaikovski es va sentir malalt, va refusar cridar un metge. Si haguera pres un verí que simulara els efectes del còlera, el seu entestament hauria possibilitat que el seu cos l'absorbira més enllà del límit en què podria ser salvat
Al seu llibre inèdit Tchaikovsky Day by Day, Orlova es mostra partidària de la tesi del suïcidi basant-se en testimonis orals i diversos esdeveniments circumstancials que van envoltar la seua mort (com ara discrepàncies sobre la data de la mort o el maneig del cadàver), i suggereix que Txaikovski es va enverinar amb arsènic. No obstant això, no cita cap referència documental al respecte, i només es basa en comentaris orals. Holden analitza amb detall les diverses tribulacions que Orlova i el seu marit van patir a mans dels censors soviètics, perquè tant la mort de Txaikovski com la seua homosexualitat eren temes vetats a la discussió.
El novembre de 1993 la BBC va emetre un documental titulat Pride or Prejudice, que analitzava diverses teories sobre la mort de Txaikovski. Entre els entrevistats es trobaven Orlova, Brown, Poznansky i Karlinsky, en companyia de diversos experts en història russa. La conclusió que hom extreia d'aquest documental era que la causa més plausible de la mort era la sentència de suïcidi imposat per "tribunal d'honor".
El Dr. John Henry del Guy's Hospital, un expert que aleshores treballava a la Unitat Nacional Britànica del Verí, concloïa al documental que tots els símptomes documentats de la malaltia de Txaikovski «coincidien molt fidelment amb un enverinament per arsènic». Suggeria que tothom podria reconèixer en la diarrea aguda, deshidratació i la fallada dels renyons els símptomes del còlera. Això hauria ajudat a crear la il·lusió de què hom estava davant d'un cas de còlera.
Altres respectats estudis sobre el compositor han posat en dubte, i detalladament, les teories d'Orlova, i conclouen que la mort del compositor va ser deguda a causes naturals. Entre altres qüestionaments de les tesis d'Orlova, Alexander Poznansky revela que no hi havia cap Duc Stenbock-Fermor (un personatge principal en la història d'Orlova), però sí que hi havia un comte amb aquest nom. No obstant això, aquest comte era ajuda de cambra del tsar Alexandre III i, per tant, no li hauria calgut cap intermediari per fer arribar la carta al seu propi cap. Així mateix, pel que fa a la suposada pèrdua del prestigi de l'Escola de Jurisprudència de Sant Petersburg a causa de les aventures homosexuals de Txaikovski, Poznansky descriu l'escola com un vertader niu de tota mena de pràctiques sexuals masculines, on els alumnes fins i tot tenien la seua pròpia cançó: un himne que lloava els plaers de l'homosexualitat.

### Suïcidi ordenat pel tsar
Altra teoria sobre la mort de Txaikovski és que va ordenada pel mateix tsar Alexandre III. Aquesta història va ser contada per un músic suís anomenat Robert Aloys Mooser, qui suposadament la va sentir d'altres — Riccardo Drigo, compositor i kapellmeister dels Teatres Imperials de Sant Petersburg i del compositor Alexander Glazunov. Segons aquesta versió, el compositor hauria seduït el fill del porter de l'edifici on es trobava l'apartament del seu germà Modest.
Segons la història, en assabentar-se de la indiscreció de Txaikovski, el tsar hauria decretat el desterrament de la capital. Adonant-se que la seua carrera estava acabada i que la seua reputació patiria un dany irreparable, Txaikovski es va enverinar. Una variant de la història és que el mateix tsar li fa oferir a Txaikovski triar entre un revòlver i un anell amb verí, i que Txaikovski va triar el verí.
La credibilitat d'aquesta història es basa fonamentalment en el fet que Glazunov, segons Mooser, la va confirmar. Mooser considerava Glazunov una font fiable, sobretot per « la seua honestedat, la veneració que sentia pel compositor i l'amistat que l'unia a Txaikovski ». Mooser diu que Glazunov confirmà la veracitat de la història, i que mentre ho feia somicava. Més recentment, l'estudiós francès André Lischke ha confirmat la confessió de Glazunov. El pare de Lischke va ser estudiant de composició a Petrograd en la dècada del 1920. Glazunov va confiar la història al pare de Lischke, i aquest la va contar al seu fill.
No obstant això, Poznansky contradiu aquesta teoria. Glazunov no podia haver confirmat la història del suïcidi si no haguera estat completament segur de la seua veracitat. L'única manera que hi havia perquè estiguera completament segur era que li l'haguera transmès algú del cercle íntim de Txaikovski —és a dir, algú que estiguera present al seu llit fúnebre. Va ser exactament aquest cercle íntim el que Drigo acusà d'ocultar la "veritat" [les cometes són de Poznansky] exigint falsos testimonis d'autoritats, metges i clergat. Només sota la promesa del més absolut secret se li hauria revelat aquest "veritat" a Glazunov. Consegüentment, conclou Poznansky, Glazunov no podria haver compartit la història amb Mooser sense haver-se compromès greument.
A més, Holden afirma que Alexandre III estava ben al corrent del fet que l'homosexualitat era corrent entre els seus propis cortesans i parents pròxims. De fet, alguns d'aquests parents ocupaven importants càrrecs públics. Per altra banda, Txaikovski era el compositor favorit del tsar, fins al punt que s'ha dit que, en assabentar-se de la mort del compositor va dir « Tenim molts ducs i barons, però només un Txaikovski ». Amb tota probabilitat, escriu Holden, si el monarca haguera rebut una carta de queixa pel capteniment de Txaikovski, l'haguera llançat a la paperera més pròxima.
No obstant això, Holden manté que totes aquestes informacions consoliden la teoria de què Txaikovski es va suïcidar, perquè subratllen el que l'anomena 'el factor fonamental' ("the fundamental assumption"): el fet que Txaikovski s'hauria estimat abans la mort que l'exposició pública de la seua conducta sexual.

### Suïcidi per capteniment inadequat
Altra versió manté que Txaikovski havia caigut en una greu crisi personal. Aquesta crisi s'havia precipitat, segons algunes fonts, en enamorar-se del seu nebot, Bob Davidov. Això explicaria l'angúnia expressada a la Sisena simfonia, així com el misteri que envolta el seu programa. Molts crítics, cadascú des del seu punt de vista, han vist en la Patètica una obra intensament autobiogràfica.
La teoria es basa en el fet que Txaikovski es va adonar dels sentiments vers Bob, i alhora de la impossibilitat d'una relació amorosa. Suposadament hauria destil·lat aquesta amargor en la seua darrera obra mestra, com un preludi conscient del seu suïcidi, i després hauria begut aigua contaminada per contraure el còlera. D'aquesta manera, a diferència del seu frustrat ofegament al riu Moscova l'any 1877 arran del seu dissortat matrimoni, hauria comès suïcidi sense deshonorar la seua família.
Glazunov estava present al sopar de Leiner, quan Txaikovski suposadament va beure el got d'aigua sense bullir. No va deixar cap versió personal del sopar, tot i que va ser testimoni del que va passar, però segons Brown va parlar amb almenys dues persones diferents sobre la mort de Txaikovski i va dir-los que el compositor es va suïcidar. El fet que poguera estar confirmant "aquesta" història i no l'enverinament per ordre del tsar podria explicar per què ho va confessar tan fàcilment. Amb cap compromís de secret amb el cercle íntim de Txaikovski, què hauria d'ocultar?
Tampoc aquesta història era exclusiva de Glazunov. Diàguilev també la recordava, i afegia que el rumor va ser atiat per dues circumstàncies: que Txaikovski va ser una de les darreres víctimes del còlera i que si haguera mort realment de còlera, l'apartament on va morir hauria estat posat en quarantena immediatament.
Diàguilev escriu que ell no va creure massa en aquesta teoria, per falta de proves. A més diu que no només coneixia totes les persones del cercle íntim de Txaikovski, sinó que a més era amic de Bob Davidov. Probablement, si hi haguera hagut algun traç de veritat en aquesta conjectura que circulava entre els íntims de Txaikovski, Diàguilev se n'haguera assabentat.

## Manca de proves concloents
Sense evidències concloents sobre aquestes hipòtesis és possible que mai no s'arribe a saber la veritat sobre la mort de Txaikovski. Una prova definitiva, suggereix Holden, suposaria l'exhumació del cadàver del músic per determinar la presència d'arsènic, tal com s'ha suggerit fer amb el cos de Napoleó Bonaparte, atès que l'arsènic roman a les despulles humanes fins a més de 100 anys després de l'enterrament. Afegeix que aquesta acció s'ha suggerit més d'una vegada, però mai no ha estat acceptada.
El compositor anglès Michael Finnissy va compondre una òpera breu, Shameful Vice (Vici vergonyós), sobre els darrers dies i la mort de Txaikovski.

## LaPatèticacom a rèquiem
Volkov escriu que fins i tot abans de la mort de Txaikovski, la seua Sisena simfonia, la Patètica, va ser considerada per alguns com el comiat artístic del compositor. Després del darrer assaig de la simfonia sota la batuta del compositor, el gran duc Constantí Konstantinoxitx, un talentós poeta i fervent admirador del compositor, va accedir a les bambolines somicant i exclamant « Què heu fet, és un rèquiem, un rèquiem! »
Respecte de la mateixa estrena, Volkov escriu: 
| « | Txaikovski va començar a dirigir sostenint fermament la batuta... tal com era el seu costum. Però quan els últims compassos de la simfonia es van extingir i Txaikovski va descendir lentament la batuta, es va fer un gran silenci a la sala. En lloc d'aplaudiments, se sentien sanglots apagats provinents dels quatre racons de l'auditori. El públic estava paralitzat, i Txaikovski dret, com absent, capcot | » |

Això sembla contradir la descripció de l'esdeveniment que han fet altres biògrafs. Holden, per exemple, escriu que l'obra va ser saludada amb un aplaudiment respectuós dirigit al compositor, però amb una estupefacció general pel que feia a la simfonia en si mateixa. No obstant això, Diàguilev confirma aparentment la crònica de Volkov. Tot i que menciona que « Als assajos les opinions es trobaven radicalment dividides », afegeix, « L'èxit del concert va ser naturalment aclaparador.»
Independentment de la recepció inicial de la simfonia, dues setmanes després de la mort de Txaikovski, el 18 de novembre de 1893, el director d'orquestra i gran amic del compositor, Eduard Nàpravnik, va interpretar-la en un concert homenatge a Sant Petersburg. Era tres setmanes després de l'estrena a la mateixa sala de concerts, i pràcticament davant del mateix públic.
« De fet és una mena de cant de cigne, un pressentiment de la mort imminent, i d'ací sorgeix el seu caràcter tràgic » va escriure el crític de Russkaya Muzykal'naya Gazeta. Nikolai Rimski-Kórsakov, qui va assistir a les dues interpretacions, va atribuir el canvi d'opinió del públic a « la mort sobtada del compositor... a les històries sobre el seu presentiment d'una mort pròxima (a les que la gent és tan afeccionada), i a una tendència a lligar aquests pressentiments al caràcter malencònic de l'últim moviment d'aquesta esplèndida... famosa, i fins i tot popular obra." Diàguilev afegeix que Nàpravnik va plorar durant tota la interpretació.
Tot i que alguns musicòlegs actuals, com ara David Brown, neguen que Txaikovski componguera la Patètica com a rèquiem personal, molts d'altres, principalment Milton Cross i David Ewen, s'hi mostren partidaris. Entre les pistes estrictament musicals que podrien avalar aquesta teoria hi ha una en la secció de desenvolupament del primer moviment, en la qual la progressiva i ràpida evolució del primer tema, de sobte es neutralitza en la corda, i un coral moderadament tranquil i harmonitzat emergeix en els trombons. Aquest tema dels trombons no té cap relació amb la música precedent o posterior. Té l'aparença d'un "non sequitur" musical — però prové de la Missa de Rèquiem Ortodoxa Russa, que es canta amb les paraules: «I que la seua ànima puga descansar en companyia de les ànimes de tots els sants.»